# Марафон человека против лошади
Марафон человека против лошади (англ. Man versus Horse Marathon) — ежегодное соревнование на дистанции в 22 мили (35 км), в котором легкоатлеты-бегуны соревнуются со всадниками на лошадях, проходящее в июне в Уэльском городе Ллануртид Уэллс.

## История
Соревнование зародилось в 1980 году, когда местный владелец паба Neuadd Arms Гордон Грин обратил внимание на разговор между посетителями, которые обсуждали тему — возможно ли человеку соревноваться с лошадью на большом расстоянии по пересечённой местности. Грин решил организовать такое мероприятие.
Сначала люди сильно проигрывали лошадям, и в 1985 году к участию допустили велосипедистов. В результате в 1989 году впервые победу одержал человек — британский велосипедист Тим Гулд. Но в 1993 году участие велосипедистов запретили, так как велосипедные колеса портили поверхность трассы марафона. Первой женщиной, участвовавшей в марафоне, была Энн Кинг в 1981 году.
Впервые соревнования у всадника в 2004 году выиграл бегун Хью Лобб (англ. Huw Lobb), финишировав за 2:05:19. Время ближайшей лошади 2:07:36. Он получил призовой фонд в размере 25 000 фунтов стерлингов (31 786 долларов). Другим победителем марафона в 2007 году был Флориан Хальцингер (англ. Florian Holzinger) со временем 2:20:30. Быстрейшая лошадь финишировала за 2:31:26. Кроме этих случаев всегда побеждали лошади. В этом году в гонке также участвовало самое большое количество участников: 500 бегунов и 40 лошадей. Рекорд повторили в 2007 году, когда участники-люди опередили первого конного конкурента на 11 минут.
2012 год ознаменовался возвращением Хью Лобба, бегуна, который первым победил лошадь и получил 25 000 фунтов стерлингов в качестве бонуса. Но результат его оказался значительно хуже по сравнению с 2004 годом и он занял только 3 место.
Интересно, что аналогичные соревнования стали проводиться в других местах мира, в частности, в Новой Зеландии.

## Победители
| Год  | Победитель | Самая быстрая Лошадь                                | Самый быстрый бегун             |
| ---- | ---------- | --------------------------------------------------- | ------------------------------- |
| 1980 | лошадь     | Глин Джонс на Соломоне (1:27)                       | Дик Эванс (2:10)                |
| 1981 | лошадь     | Клайв Пауэлл на Султане (2:02)                      | Дик Эванс (2:24)                |
| 1982 | лошадь     | Сью Томас на Саймоне (2:06)                         | Пол Браунсон (2:10)             |
| 1983 | лошадь     | Энн Томас на Натмеге (1:26)                         | Дик Эванс (2:02)                |
| 1984 | лошадь     | Уильям Джонс на Солитере (1:20)                     | Дэвид Вудхед (2:05)             |
| 1985 | лошадь     | Ниа Тудно-Джонс на Дженни (1:40)                    | Дэвид Вудхед (2:08)             |
| 1986 | лошадь     | Ниа Тудно-Джонс на Дженни (1:44)                    | Фюзеляж Хьюз (2:08)             |
| 1987 | лошадь     | Рэй Дженкинс на Дойде и Билл Джордж на Мандо (1:32) | Пол Уилер (1:57)                |
| 1988 | лошадь     | Джон Дэвис на Мависе (1:47)                         | Марк Кроасдейл (2:08)           |
| 1989 | лошадь     | Рэй Дженкинс на Дойде (1:54)                        | Марк Кроасдейл (2:10)           |
| 1990 | лошадь     | Рэй Дженкинс на Дойде и Крис Пауэлл на Элки (1:36)  | Глин Уильямс (2:07)             |
| 1991 | лошадь     | Зои Дженнингс на Гусаре (1:30)                      | Марк Кроасдейл (2:05)           |
| 1992 | лошадь     | Зои Дженнингс на Гусаре (1:38)                      | Дерек Грин (2:09) (2:09)        |
| 1993 | лошадь     | Джон Хадсон на Unknown (1:47)                       | Робин Бергстранд (2:03)         |
| 1994 | лошадь     | Селия Таймонс на Эскалабаре (1:52)                  | Марк Кроасдейл (2:09)           |
| 1995 | лошадь     | Кен Мапп на Ахмааре (1:57)                          | Пол Кадвалладер (2:06)          |
| 1996 | лошадь     | Кен Мапп на Ахмааре (1:57)                          | Марк Палмер (2:12)              |
| 1997 | лошадь     | Меган Льюис на Серебряном море (1:52)               | Пол Кадвалладер (2:09)          |
| 1998 | лошадь     | Джеки Гилмор на Руаме (1:46)                        | Стюарт Мейджор (2:16)           |
| 1999 | лошадь     | Джеки Гилмор на Руаме (1:58)                        | Марк Палмер (2:16)              |
| 2000 | лошадь     | Хизер Эванс на Королевском Микадо (2:08)            | Марк Кроасдейл (2:10)           |
| 2001 | лошадь     | Хизер Эванс на Королевском Микадо (2:08:06)         | Мартин Кокс (2:17:17)           |
| 2002 | лошадь     | Робин Петри-Ричи на Друимгига Шемале (2:02:23)      | Джеймс Маккуин (2:18:52)        |
| 2003 | лошадь     | Робин Петри-Ричи на Друимгига Шемале (2:02:01)      | Марк Кроасдейл (2:19:02)        |
| 2004 | Человек    | Зои Уайт на Кей Би Джей (2:07:36)                   | Хью Лобб (2:05:19)              |
| 2005 | лошадь     | Лиз Кук на Одаренной Леди (2:19:11)                 | Стивен Гулдинг (2:33:22)        |
| 2006 | лошадь     | Дениз Мелдрум на Тарран Бэе (2:10:29)               | Аггей Чепквони (2:19:06)        |
| 2007 | Человек    | Джеффри Аллен на Люси (2:31:26)                     | Флориан Хольцингер (2:20:30)    |
| 2008 | лошадь     | Джеффри Аллен на «Dukes Touch of Fun» (2:18:13)     | Джон Макфарлейн (2:18:43)       |
| 2009 | лошадь     | Джеффри Аллен на «Dukes Touch of Fun»(2:11:43)      | Мартин Кокс (2:20:02)           |
| 2010 | лошадь     | Линос Мэр Джонс на Хитром Дае (2:07:04)             | Аггей Чепквони (2:17:27)        |
| 2011 | лошадь     | Бети Гордон на Гренгевей (2:08:37)                  | Чарли Пирсон (2:25:45)          |
| 2012 | лошадь     | Иола Эванс на Феодол старе (2:00:51)                | Хью Лобб (2:25:57)              |
| 2013 | лошадь     | Бети Гордон на Гренгевей (2:18:03)                  | Хью Агглтон (2:46:25)           |
| 2014 | лошадь     | Джеффри Аллен на Льве (2:22:53)                     | Джонатан Албон (2:42:49)        |
| 2015 | лошадь     | Джеффри Аллен на Льве (2:20:46)                     | Хью Агглтон (2:30:35) (2:30:35) |
| 2016 | лошадь     | Линдси Уолтерс на Делива Крианза (2:17:58)          | Росс Макдональд (2:37:51)       |
| 2017 | лошадь     | Иола Эванс на Рейдоле Петре (2:23:03)               | Оуэн Билби (2:50:21)            |
| 2018 | лошадь     | Питер Дэвис о Ронни (2:34:49)                       | Джо Дейл (2:35:12)              |
| 2019 | лошадь     | Марк Адамс на «Woottonheath Herbie» (2:18:51)       | Джек Вуд (2:23:48)              |